# Elías Jácome
Elías Jácome (Guayaquil, 1945. november 2. – 1999. július 26.) ecuadori nemzetközi labdarúgó-játékvezető. Polgári foglalkozása villamosmérnök, a közgazdaságtan professzora. Teljes neve: Elias Jácome Guerrero.

## Pályafutása

### Nemzeti játékvezetés
A küldési gyakorlat szerint rendszeres partbírói tevékenységet is végzett. Az I. Liga játékvezetőjeként 1992-ben vonult vissza. Első ligás mérkőzéseinek száma:

### Nemzetközi játékvezetés
Az Ecuadori labdarúgó-szövetség Játékvezető Bizottsága (JB) terjesztette fel nemzetközi játékvezetőnek, a Nemzetközi Labdarúgó-szövetség (FIFA) 1979-től tartotta nyilván bírói keretében. A FIFA JB központi nyelvei közül a spanyolt beszélte. Több válogatott és nemzetközi klubmérkőzést vezetett, vagy működő társának partbíróként segített. Az első ecuadori játékvezető, aki hazáját képviselhette labdarúgó-világbajnokságon. Az ecuadori nemzetközi játékvezetők rangsorában, a világbajnokság sorrendjében a . helyet foglalja el 1 találkozó szolgálatával. Az aktív nemzetközi játékvezetéstől 1992-ben búcsúzott.

#### Labdarúgó-világbajnokság

##### U20-as labdarúgó-világbajnokság
Szaúd-Arábia rendezte a 7., az 1989-es ifjúsági labdarúgó-világbajnokságot, ahol a FIFA JB bíróként foglalkoztatta.

###### 1989-es ifjúsági labdarúgó-világbajnokság
| Időpont            | Helyszín                | Mérkőzés típusa              | Mérkőzés              | Eredmény | Nézők száma |
| ------------------ | ----------------------- | ---------------------------- | --------------------- | -------- | ----------- |
| 1989. február 17.. | Városi Stadion, Dzsidda | csoportmérkőzés (C. csoport) | Mali–Egyesült Államok | 1 : 1    | 35 000      |

A világbajnoki döntőhöz vezető úton Spanyolországba a XII., az 1982-es labdarúgó-világbajnokságra, Mexikóba a XIII., az 1986-os labdarúgó-világbajnokságra, valamint Olaszországba a XIV., az 1990-es labdarúgó-világbajnokságra a FIFA JB bíróként alkalmazta. A FIFA JB elvárásának megfelelően, ha nem vezetett, akkor valamelyik működő társának segített partbíróként. Egy csoporttalálkozón és az egyik nyolcaddöntőben szolgálta partbíróként. A nyolcaddöntőn egyes számú partbírónak jelölték, a kor előírása szerint játékvezetői sérülésnél ő vezette volna tovább a találkozót. Selejtező mérkőzéseket Dél-Amerika (CONMEBOL) és az Amerika/Karib-térség(CONCACAF) zónákban vezetett. Világbajnokságon vezetett mérkőzéseinek száma: 1 + 2 (partbíró).

##### 1982-es labdarúgó-világbajnokság

###### Selejtező mérkőzés
| Időpont           | Helyszín                | Mérkőzés típusa           | Mérkőzés          | Eredmény |
| ----------------- | ----------------------- | ------------------------- | ----------------- | -------- |
| 1981. március 15. | Városi Stadion, Caracas | előselejtező (1. csoport) | Venezuela–Bolívia | 1 : 0    |

##### 1986-os labdarúgó-világbajnokság

###### Selejtező mérkőzés
| Időpont         | Helyszín                                                 | Mérkőzés típusa           | Mérkőzés         | Eredmény | Nézők száma |
| --------------- | -------------------------------------------------------- | ------------------------- | ---------------- | -------- | ----------- |
| 1985. május 26. | Ramón Tahuichi Aguilera Stadion, Santa Cruz de la Sierra | előselejtező (3. csoport) | Bolívia–Paraguay | 1 : 1    | 20 000      |

##### 1990-es labdarúgó-világbajnokság

###### Selejtező mérkőzés
| Időpont            | Helyszín                             | Mérkőzés típusa           | Mérkőzés          | Eredmény | Nézők száma |
| ------------------ | ------------------------------------ | ------------------------- | ----------------- | -------- | ----------- |
| 1989. október 8.   | Mateo Flores Stadion, Guatemalaváros | döntő csoport             | Guatemala–Amerika | 0 : 0    | 8 000       |
| 1989. augusztus 8. | Malvinas Argentinas, Mendoza         | előselejtező (3. csoport) | Chile–Venezuela   | 5 : 0    | 19 000      |

###### Világbajnoki mérkőzés
| Időpont          | Helyszín              | Mérkőzés típusa              | Mérkőzés                | Eredmény | Nézők száma |
| ---------------- | --------------------- | ---------------------------- | ----------------------- | -------- | ----------- |
| 1990. június 17. | Friuli Stadion, Udine | csoportmérkőzés (E. csoport) | Spanyolország–Dél-Korea | 3 : 1    | 32 733      |

#### Copa América
Paraguay a 32., az 1983-as Copa América, Uruguay 33., az 1987-es Copa América, illetve Brazília 34., az 1989-es Copa América labdarúgó tórnát szervezte, ahol a CONMEBOL JB hivatalnoki feladatokkal látta el.

##### 1983-as Copa América
| Időpont              | Helyszín                         | Mérkőzés típusa              | Mérkőzés        | Eredmény | Nézők száma |
| -------------------- | -------------------------------- | ---------------------------- | --------------- | -------- | ----------- |
| 1983. szeptember 21. | Brígido Iriarte Stadion, Caracas | csoportmérkőzés (A. csoport) | Venezuela–Chile | 0 : 0    | 3 000       |

##### 1987-es Copa América
| Időpont          | Helyszín                          | Mérkőzés típusa              | Mérkőzés           | Eredmény | Nézők száma |
| ---------------- | --------------------------------- | ---------------------------- | ------------------ | -------- | ----------- |
| 1987. június 28. | Chateau Carreras Stadion, Córdoba | csoportmérkőzés (B. csoport) | Venezuela–Brazília | 5 : 0    | 8 000       |
| 1987. július 9.  | Monumental Stadion, Buenos Aires  | egyik elődöntő               | Uruguay–Argentína  | 1 : 0    | 75 000      |

##### 1989-es Copa América
| Időpont          | Helyszín                         | Mérkőzés típusa              | Mérkőzés          | Eredmény | Nézők száma |
| ---------------- | -------------------------------- | ---------------------------- | ----------------- | -------- | ----------- |
| 1989. július 7.  | Fonte Nova Stadion, San Salvador | csoportmérkőzés (A. csoport) | Brazília–Kolumbia | 0 : 0    | 9 100       |
| 1989. július 14. | Maracanã Stadion, Rio de Janeiro | egyik négyesdöntő            | Brazília–Paraguay | 3 : 0    | 64 500      |

## Sportvezetőként
Az Ecuadori Labdarúgó-szövetség (FEF) Játékvezető Bizottságának elnöke.

## Szakmai sikerek
- Szülővárosában, Guayaquilben, egy utcát és a gépipari műszaki főiskolát nevezték el róla.
- 1993-ban a nemzetközi játékvezetés hírnevének erősítése, hazájában 10 éve a legmagasabb Ligában (osztályban) folyamatosan tevékenykedő, eredményes pályafutása elismeréseként, a FIFA JB felterjesztésére az 1965-ben alapított International Referee Special Award címmel és oklevéllel tüntette ki.